# 1850-те
50-те години на XIX век са десетилетие от григорианския календар, шестото десетилетие на XIX век, обхващащо периода от 1 януари 1850 до 31 декември 1859 година.